# Karol Zagórski

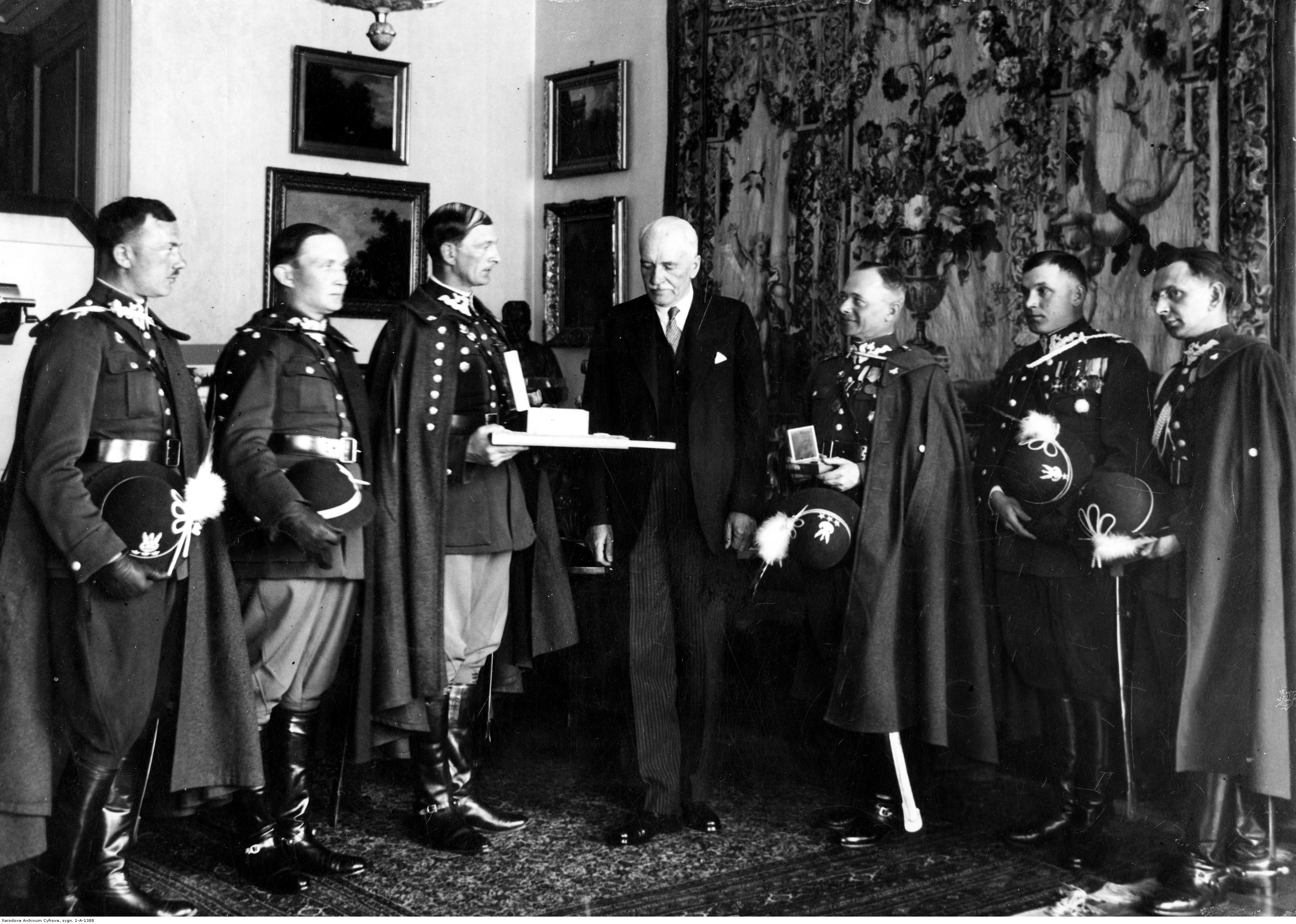
Delegacje 1. i 3. Pułku Strzelców Podhalańskich na audiencji u prezydenta RP Ignacego Mościckiego 5 maja 1933; płk Karol Zagórski trzeci z prawej.

Karol Roman Zagórski (ur. 9 września 1886 w Rakowcu, zm. wiosną 1940 w Charkowie) – pułkownik piechoty Wojska Polskiego, kawaler Orderu Virtuti Militari, ofiara zbrodni katyńskiej.

## Życiorys
Urodził się w rodzinie Franciszka i Wandy ze Szneiderów. Po ukończeniu szkoły realnej we Lwowie, wstąpił do Szkoły Kadetów Obrony Krajowej w Wiedniu. W 1906 został wcielony do 16 pułku piechoty Obrony Krajowej w Krakowie. W 1909 został przeniesiony do I Pułku Strzelców Krajowych Trydent w Trydencie, a dwa lata później do 29 pułku piechoty Obrony Krajowej w Czeskich Budziejowicach. W czasie służby w c. k. Obronie Krajowej awansował na kolejne stopnie: kadeta–zastępcy oficera (1 września 1906), podporucznika (1 listopada 1908), porucznika (1 maja 1913) i kapitana (1 września 1915). Walczył na froncie. W latach 1915–1918 przebywał w niewoli rosyjskiej.
18 stycznia 1919 został przyjęty do Wojska Polskiego z zatwierdzeniem posiadanego stopnia kapitana ze starszeństwem z dniem 1 września 1915. Jako dowódca kompanii ckm 2 pułku piechoty Legionów walczył na froncie ukraińskim. W 1919 ukończył kurs wyższych dowódców piechoty w Rembertowie, skierowany na dowódcę obozów ćwiczebnych we Lwowie i Stanisławowie. W 1920 mianowany majorem i przeniesiony do 42 pułku piechoty na dowódcę batalionu. Od 26 września 1920 roku dowodził 17 pułkiem piechoty.
Po wojnie pełnił służbę na stanowisku dowódcy batalionu zapasowego 2 pułku piechoty Legionów. 3 maja 1922 został zweryfikowany w stopniu podpułkownika ze starszeństwem z dniem 1 czerwca 1919 i 196. lokatą w korpusie oficerów piechoty. 10 lipca 1922 został przeniesiony do 61 pułku piechoty w Bydgoszczy i zatwierdzony na stanowisku zastępcy dowódcy pułku. Następnie był zastępcą dowódcy 55 pułku piechoty w Lesznie. W lipcu 1925 został przeniesiony do 60 pułku piechoty w Ostrowie Wielkopolskim na stanowisko zastępcy dowódcy pułku. 5 maja 1927 został przeniesiony do 3 pułku strzelców podhalańskich w Bielsku na stanowisko dowódcy pułku. 1 stycznia 1928 został mianowany pułkownikiem ze starszeństwem z dniem 1 stycznia 1928 roku i 11. lokatą w korpusie oficerów piechoty. 1 czerwca 1935 roku został zwolniony ze stanowiska dowódcy pułku z zachowaniem dotychczasowego dodatku służbowego. W tym samym roku został przeniesiony w stan spoczynku. Zamieszkał w Bielsku, aktywnie pracował w Zarządzie Powiatowym Związku Strzeleckiego.
W czasie kampanii wrześniowej 1939 – po agresji ZSRR na Polskę – w nieznanych okolicznościach dostał się do niewoli sowieckiej. Przebywał w obozie w Starobielsku. Wiosną 1940 został zamordowany przez funkcjonariuszy NKWD w Charkowie i pogrzebany potajemnie w bezimiennej mogile zbiorowej w Piatichatkach, gdzie od 17 czerwca 2000 mieści się oficjalnie Cmentarz Ofiar Totalitaryzmu w Charkowie. Figuruje na Liście Starobielskiej NKWD, pod poz. 1196.
Postanowieniem nr 112-48-07 Prezydenta RP Lecha Kaczyńskiego z 5 października 2007 został awansowany pośmiertnie na stopień generała brygady. Awans został ogłoszony 9 listopada 2007 w Warszawie, w trakcie uroczystości „Katyń Pamiętamy – Uczcijmy Pamięć Bohaterów”.

## Ordery i odznaczenia
- Krzyż Srebrny Orderu Wojskowego Virtuti Militari nr 4065 – 30 czerwca 1921[17]
- Złoty Krzyż Zasługi
- Medal Pamiątkowy za Wojnę 1918–1921
- Medal Dziesięciolecia Odzyskanej Niepodległości
- papieski Krzyż Pro Ecclesia et Pontifice – 19 maja 1932[18]